# Tailspin Tommy
Tailspin Tommy è un serial cinematografico statunitense di fantascienza in 12 episodi del 1934 diretto da Lew Landers e basato sulla serie a fumetti omonima.

## Trama
Due compagnie aeree di cargo sono in competizione per un contratto governativo. "Tailspin" Tommy è un giovane meccanico che trova lavoro presso una di queste, la Three Points Airlines, che si aggiudica l'appalto. I loro concorrenti ne sabotano però le attività per subentrarne nel contratto. Wade "Tiger" Taggart è il loro avversario principale, un uomo che farà di tutto per impedire alla compagnia aerea di fare affari.
Dopo che Tommy diventa un pilota, impedisce a un aereo di schiantarsi contro un gruppo di bambini e, a questa, seguiranno altre imprese che lo metteranno in luce. Alla fine Taggert e la sua banda vengono assicurati alla giustizia. Tommy riceve una proposta per girare un film e conquista il cuore della sua amata Betty Lou Barnes.

## Elenco episodi
1. Death Flies the Mail
2. The Mail Goes Through
3. Sky Bandits
4. The Copper Room
5. The Night Flight
6. The Baited Trap
7. Tommy to the Rescue
8. The Thrill of Death
9. The Earth God's Roar
10. Death at the Controls
11. Rushing Waters
12. Littleville's Big Day